# Laweissi
Laweissi (ou Laeweissi, en arabe : لعويسي) est une commune rurale du sud de la Mauritanie, située dans le département de Barkewol de la région d'Assaba.

## Géographie
La commune de Laweissi est située à l'ouest dans la région d'Assaba et elle s'étend sur 1 144 km2.
Elle est délimitée au nord par les communes de Daghveg et de Lebhir, à l’est par la commune de Legrane, au sud par les communes de Souve et de Tikobra, à l'ouest par la commune de Lahrach.

## Histoire
Laweissi a été érigée en commune par l'ordonnance du 20 octobre 1987 instituant les communes de Mauritanie.

## Démographie
Lors du Recensement général de la population et de l'habitat (RGPH) de 2000, Laweissi comptait 11 095 habitants.
Lors du RGPH de 2013, la commune en comptait 13 781, soit une croissance annuelle de 1,8 % sur 13 ans.

## Économie
L'agriculture est au centre de l'économie de Laweissi, comme quasiment toutes les communes de la région. Mais cette économie est fragile car elle rencontre des obstacles à son développement, notamment les conditions climatiques ou le manque de moyens des agriculteurs. Pour faire face à ces obstacles, l'état ou différentes ONG financent des projets qui améliorent les conditions de vie des habitants.